# Mehdi Merghem
Mehdi Merghem (Aubervilliers, 19 luglio 1997) è un calciatore francese, centrocampista dell'USM Alger.

## Caratteristiche tecniche
È un trequartista.

## Carriera
Cresciuto nel settore giovanile del Châteauroux, ha esordito in prima squadra il 5 agosto 2016 disputando l'incontro di Championnat National vinto 2-0 contro il Les Herbiers.
Il 10 gennaio 2019 è stato acquistato a titolo definitivo dal Guingamp. Ha debuttato in Ligue 1 il 15 marzo seguente giocando il match vinto 1-0 contro il Digione.

## Statistiche
Statistiche aggiornate al 18 aprile 2019.

### Presenze e reti nei club
| Stagione             | Squadra              | Campionato           | Campionato | Campionato | Coppe nazionali | Coppe nazionali | Coppe nazionali | Coppe continentali | Coppe continentali | Coppe continentali | Altre coppe | Altre coppe | Altre coppe | Totale | Totale | Totale |
| Stagione             | Squadra              | Comp                 | Pres       | Reti       | Comp            | Pres            | Reti            | Comp               | Pres               | Reti               | Comp        | Pres        | Reti        | Pres   | Reti   |        |
| -------------------- | -------------------- | -------------------- | ---------- | ---------- | --------------- | --------------- | --------------- | ------------------ | ------------------ | ------------------ | ----------- | ----------- | ----------- | ------ | ------ | ------ |
| 2015-2016            | Châteauroux 2        | CFA2                 | 14         | 2          |                 | -               | -               |                    | -                  | -                  |             | -           | -           | 14     | 2      |        |
| 2017-2018            | Châteauroux 2        | N3                   | 1          | 0          |                 | -               | -               |                    | -                  | -                  |             | -           | -           | 1      | 0      |        |
| Totale Chateauroux 2 | Totale Chateauroux 2 | Totale Chateauroux 2 | 15         | 2          |                 | -               | -               |                    | -                  | -                  |             | -           | -           | 15     | 2      |        |
| 2016-2017            | Châteauroux          | N                    | 22         | 0          | CF+CdL          | 2+3             | 0               |                    | -                  | -                  |             | -           | -           | 27     | 0      |        |
| 2017-2018            | Châteauroux          | L2                   | 24         | 0          | CF+CdL          | 3+1             | 0               |                    | -                  | -                  |             | -           | -           | 28     | 0      |        |
| 2018-gen. 2019       | Châteauroux          | L2                   | 10         | 1          | CF+CdL          | 0+1             | 0               |                    | -                  | -                  |             | -           | -           | 11     | 1      |        |
| Totale Chateauroux   | Totale Chateauroux   | Totale Chateauroux   | 56         | 1          |                 | 10              | 0               |                    | -                  | -                  |             | -           | -           | 66     | 1      |        |
| gen.-giu. 2019       | Guingamp 2           | N3                   | 1          | 1          |                 | -               | -               |                    | -                  | -                  |             | -           | -           | 1      | 1      |        |
| gen.-giu. 2019       | Guingamp             | L1                   | 4          | 0          | CF+CdL          | 0               | 0               |                    | -                  | -                  |             | -           | -           | 4      | 0      |        |
| Totale carriera      | Totale carriera      | Totale carriera      | 76         | 4          |                 | 10              | 0               |                    | -                  | -                  |             | -           | -           | 86     | 4      |        |

## Palmarès

### Competizioni nazionali
- Championnat National: 1

Châteauroux: 2016-2017